# Бамбурово
Ба́мбурово посёлок при станции (разъезд) на линии Барановский — Хасан. Расположен на берегу реки Брусья в Хасанском районе Приморского края. Посёлок был основан корейскими переселенцами в 1885 году и до 1941 года назывался Брусье.
Входит в состав Хасанского муниципального района с административным центром в поселке городского типа Славянка.

## Географическое положение
Бамбурово расположено в долине реки Брусья, в 5 км от её впадения в бухту Северная Славянского залива. Через посёлок проходит автомобильная трасса А189 Раздольное — Хасан. Расстояние до райцентра, посёлка Славянка, по дороге составляет 13 км, до Владивостока — около 164 км.
Рядом с посёлком находится военный городок Тихоокеанского флота.

## История
В 1941 году разъезд на участке от ж/д ст. Лебяжья Восточная до ж/д ст. Славянка и ж/д ст. Пойма Дальневосточной железной дороги — был назван в честь Героя Советского Союза участника конфликта на озере Хасан
Бамбурова Сергея Никоноровича (1914—1945), пограничника, участника Великой Отечественной войны. Поселок располагается на месте корейского поселения Брусье (1885) Никольск-Уссурийский уезд, Адиминская волость. Брусье — деревня, основанная в 1885 г. выходцами из Кореи и частично старожилами д. Тизинхэ. Этимология гидронима и топонима неясны. Имеется обозначение на карте Никольск-Уссурийского уезда, Адиминской волости с 1908 г.

## Население
| 2002 | 2005 | 2010 |
| ---- | ---- | ---- |
| 61   | ↘47  | ↗53  |